# Плешою (комуна)
Плешою (рум. Pleșoiu) — комуна у повіті Олт в Румунії. До складу комуни входять такі села (дані про населення за 2002 рік):
- Арчешть-Кот (727 осіб)
- Арчешть (473 особи)
- Доба (564 особи)
- Кокорешть (554 особи)
- Плешою (510 осіб)
- Скіту-дін-Вале (242 особи)
- Скіту-дін-Дял (354 особи)

Комуна розташована на відстані 144 км на захід від Бухареста, 7 км на північний захід від Слатіни, 39 км на схід від Крайови.

## Населення
За даними перепису населення 2002 року у комуні проживали 3424 особи.
Національний склад населення комуни:
| Національність | Кількість осіб | Відсоток |
| -------------- | -------------- | -------- |
| румуни         | 3412           | 99,6%    |
| цигани         | 11             | 0,3%     |
| італійці       | 1              | < 0,1%   |

Рідною мовою назвали:
| Мова       | Кількість осіб | Відсоток |
| ---------- | -------------- | -------- |
| румунська  | 3422           | 99,9%    |
| німецька   | 1              | < 0,1%   |
| італійська | 1              | < 0,1%   |

Склад населення комуни за віросповіданням:
| Релігія        | Кількість осіб | Відсоток |
| -------------- | -------------- | -------- |
| православні    | 3407           | 99,5%    |
| бретрени       | 13             | 0,4%     |
| римо-католики  | 2              | 0,1%     |
| греко-католики | 1              | < 0,1%   |
| адвентисти     | 1              | < 0,1%   |